# 울산시의회
울산시의회는 과거 경상남도 울산시 지역을 관할했던 기초의회이다. 1991년 3월 26일에 실시된 1991년 대한민국 지방 선거에서 울산시는 당시 기초의원 상한선인 50명이 선출되었다. 1995년 1월 1일에 경상남도 울산시와 울산군이 통합하면서 64명의 제1대 통합 울산시의회가 개원하였다. 당시 기초의회는 정당 공천 없이 모두 무소속이었다.
1995년 6월 27일에 실시된 제1회 전국동시지방선거에 따라 제2대 울산시의원 60명이 선출되었다. 1997년 7월 15일을 기해 경상남도 울산시가 울산광역시로 승격하면서 《울산광역시 설치 등에 관한 법률》 부칙 제4조 제2항에 따라 종전의 울산시의원 60명에 울산에서 선출된 경상남도의원 12명을 더해 72명의 초대 울산광역시의회가 개원하였다.

## 같이 보기
- 울산광역시의회